# Leo Baxendale
 (décembre 2018).
Leo Baxendale (né le 27 octobre 1930 à Whittle-le-Woods et mort le 23 avril 2017) est un auteur de bande dessinée humoristique britannique. Il a créé dans les années 1950 pour l'hebdomadaire The Beano plusieurs séries toujours publiées dans les années 2010 et emblématiques de la bande dessinée pour enfants britannique : Little Plum, Minnie the Minx, The Bash Street Kids et The Three Bears.
Reconnu pour l'expressivité de son trait, c'est l'un des auteurs britanniques classiques les plus influents dans son pays, à l'instar de Dudley Watkins, Davy Law ou Ken Reid. Il a figuré dans plusieurs expositions à travers l'Europe depuis les années 1970, bien que ses histoires n'aient jamais été rééditées en album, sinon par les Editions du Taupinambour en 2007-2010. Il a été traduit en français dans Le Journal de Mickey (1974-1976), le magazine Ooooh ! (1969-1970) et divers petits formats d'Aventures et Voyages (1969-1995)

## Biographie
Leo Baxendale naît dans le Lancashire en 1930. Dès la fin de ses études secondaires, il se dirige vers le dessin. Après son service militaire dans la Royal Air Force, il entre en 1953 au Beano, principal hebdomadaire jeunesse britannique. Il y crée anonymement plusieurs séries qui connaissent un succès immédiat : Little Plum et Minnie the Minx (1953-), The Bash Street Kids (1954-) et The Three Bears (1959-2011). En 1956, il participe au lancement du Beezer avec The Banana Bunch. En 1962, il quitte D. C. Thomson & Co., la maison d'édition de ces magazines, avec laquelle il était en conflit concernant la reconnaissance de son auctoriat. Ses séries sont transférées à d'autres auteurs qui imitent son style.
En 1964, il est embauché par Odhams Press, une filiale d'IPC Media, qui désire lancer un concurrent de Beano. Baxendale, auquel on propose le double de ce qu'il touchait précédemment, accepte à condition de pouvoir signer ses travaux. Il crée la plupart des séries de Wham! (1961-1968), bien qu'il se concentre rapidement sur un nombre restraint d'entre elles : Eagle Eye, Junior Spy (Archibald Razmott dans la version française), George's Germs, General Nitt and his Barmy Army et The Tiddlers. Il participe également à la création de deux autres revues d'Odhams, Smash! (1966-1971) et Pow! (1967-1968). Pour Smash!, il dessine The Man from B.U.N.G.L.E.(Larry Tournel dans sa version française), Bad Penny, Sam's Spook, Percy's Pets ou encore The Swots and the Blots. Dans Pow!, il anime The Group.
À partir de 1967, Odhams est touché par un très fort ralentissement de ses ventes. En janvier 1968, Wham! fusionne dans Pow!, puis Pow! dans Smash! en septembre. Les ventes restant trop faibles, IPC décide de transférer le catalogue de bande dessinée d'Odhams vers ses autres filiales qui en publient, IPC Magazines et Fleetway Publications, et de ne garder que les héros les plus appréciés des lecteurs. Comme Baxendale travaillait déjà pour Buster depuis 1966 (The Cave Kid, Big Chief Pow Wow) et Valiant depuis 1968 (Bluebottle and Basher), ces changements n'affectent pas réellement ses revenus. Cependant, chez IPC, contrairement à Odhams, il ne peut plus signer ses travaux.
Au début des années 1970, il continue cependant à animer de nombreuses séries pour IPC, dans Buster (Clever Dick, Nellyphant, The Nits of the Round Table, Snoooper, etc.), Valiant (la suite des Swots and the Blots), Shiver and Shake (Sweeny Toddler) et Lion (The Lion Lot). En 1975, alors qu'il dessinait encore de front Sweeney Toddler, Clever Dick et Snooper, IPC lui propose de publier quatre pages hebdomadaires de son choix dans un magazine qu'ils s'apprêtent à lancer, Monster Fun. Baxendale, séduit par l'idée de produire autre chose que des séries, accepte.
Le projet, Badtime Bedtime Books, prend la forme d'un livret de huit demi-pages insérées dans la revue, à la manière du Trombone illustré dans Spirou. Baxendale y publie des histoires parodiant des œuvres classiques ou des séries télévisées, dans un humour rappelant Mad, à ceci près que Monster Fun restait destiné aux enfants. Le succès est immédiat et les réactions des lecteurs nombreuses. Cependant, IPC, comme D.C. Thompson, ne le laisse pas signer ses œuvres. Frustré de ne pas recevoir le crédit du succès de Monster Fun tout comme de ne rien toucher sur les reprises des œuvres qu'il a créées depuis 1953, Baxendale cherche un éditeur qui le laisserait publier ce qu'il voudrait tout en lui donnant les droits sur sa création.
En octobre 1975, il signe un contrat pour publier Willy the Kid chez Gerald Duckworth et cesse de travailler avec IPC, qui l'employait en freelance. Sa dernière histoire est publiée dans Monster Fun en décembre 1975, mettant fin à 22 ans de collaboration de Baxendale avec la presse hebdomadaire pour enfants.
Dans Willy the Kid, Baxendale déploie à plein un humour déjanté et parodique tout en relâchant progressivement son trait sans que celui-ci ne perde son expressivité. Après trois numéros annuels, l'expérience s'arrête. Baxendale, alors âgé de 48 ans, publie son autobiographie, A Very Funny Business: 40 Years of Comics et après une collaboration avec le magazine néerlandais Eppo en 1979 s'éloigne plus ou moins de la bande dessinée, s'estimant exploité par les éditeurs.
En 1980, il se lance dans un long procès avec D.C. Thompson pour récupérer les droits des personnages qu'il avait créées dans les années 1950. En 1987, il parvient à un accord avec DC Thompson, juste avant le procès, publie un album destiné aux adultes (Thrrp!) et fonde sa maison d'édition, Reaper Books. Il y publie en 1989 l'essai On Comedy. On Beano and Ideology dans lequel il revient sur son long procès et sur la situation des auteurs de bande dessinée pour enfants au Royaume-Uni. En 1990-1992, il publie I Love You Baby Basil dans The Guardian, l'un des quotidiens de référence britanniques.
Après 1992, si Baxendale ne publie plus de nouvelles bandes dessinées, il ne reste cependant pas inactif. Il publie ainsi régulièrement des essais chez Reaper Books, réédite Willy the Kid et participe à l'organisation de nombreuses expositions autour de son œuvre, dont « Les Maîtres de la bande dessinée européenne » à la Bibliothèque nationale de France en à la fin de l'automne 2000.

## Publications

### Bande dessinée

#### Périodiques
- Little Plum, dans The Beano, D. C. Thomson & Co., 1953-1962.
- Minnie the Minx, dans The Beano, D. C. Thomson & Co., 1953-1962.
- The Bash Street Kids, dans The Beano, D. C. Thomson & Co., 1954-1962.
- The Banana Bunch, dans The Beazer, D. C. Thomson & Co., 1956-1962.
- The Three Bears, dans The Beano, D. C. Thomson & Co., 1959-1962.
- Eagle Eye, Junior Spy, dans Wham!, Odhams Press, 1964-1968.
- Danny Dare, dans Wham!, Odhams Press, 1964-1968.
- George's Germs, dans Wham!, Odhams Press, 1964-1968.
- General Nitt and his Barmy Army, dans Wham!, Odhams Press, 1964-1968.
- The Tiddlers, dans Wham!, Odhams Press, 1964-1968.
- Grimly Feendish, dans Smash!, Odhams Press puis IPC Magazines, 1966-1969. Originellement un personnage secondaire d'Eagle Eye.
- Dr Doom, dans Smash!, Odhams Press puis IPC Magazines, 1966.
- Bad Penny, dans Smash!, Odhams Press puis IPC Magazines, 1966-1970.
- Percy's Pets, dans Smash!, Odhams Press puis IPC Magazines, 1966-1970.
- The Swots and the Blots, dans Smash!, Odhams Press puis IPC Magazines, 1966-1971.
- The Man from B.U.N.G.L.E., dans Smash!, Odhams Press, 1966-1968.
- The Pirates, dans Buster, IPC Magazines, 1966-1968.
- The Group, dans Pow!, Odhams Press, 1967-1968.
- The Cave Kid, dans Buster, IPC Magazines, 1967-1968.
- Mervyn's Monsters, dans Buster, IPC Magazines, 1968.
- Bluebottle and Basher, dans Valiant, IPC Magazines, 1968-1970.
- Big Chief Pow Wow, dans Buster, IPC Magazines, 1968-1970.
- Champ, dans Whizzer and Whips, Fleetway, 1969-?.
- Clever Dick, dans Buster, IPC Magazines, 1970-1975.
- Sam's Spook, dans Smash!, IPC Magazines,  1970-1971.
- The Swots and the Blots, dans Valiant,  IPC Magazines, 1971-1974.
- Nellyphant, dans Buster, IPC Magazines, 1972-?.
- Sweeny Toddler, dans  Shiver and Shake, IPC Magazines, 1973-1974.
- Match of the Week, dans Shiver and Shake, IPC Magazines, 1973.
- The Nits of the Round Table, dans Buster, IPC Magazines, 1973-1974.
- Snooper, dans Buster, IPC Magazines, 1974-1975.
- Sweeny Toddler, dans Whoopee!, IPC Magazines, 1974-1975.
- The Lion Lot, dans Lion, Fleetway, ?1974.
- Willy The Kid, dans Eppo, Oberon, 1979.
- Baby Basil, dans Eppo, Oberon, 1979.
- I Love You baby Basil, dans The Guardian, 1990-1992.

#### Albums
- Willy the Kid, Londres : Duckworth :

1. Willy the Kid, 1976.
2. Willy the Kid Book 2, 1977.
3. Willy the Kid Book 3, 1978.  (ISBN 0715613014)

- Thrrp!, Londres : Knockabout Comics, 1987.  (ISBN 086166051X)
- I Love You Baby Basil, Stroud : Reaper Books, 1991.  (ISBN 0951327720)
- The Worst of Willy the Kid, Stroud : Reaper Books, 2002.  (ISBN 0951327763)

### Essais et mémoires
- A Very Funny Business, Londres : Duckworth, 1978.  (ISBN 0715613111)
- The Encroachment, [Stroud :] Reaper Books, 1988.  (ISBN 0951327704)
- On Comedy. The Beano and Ideology, Stroud : Reaper Books, 1989.  (ISBN 0951327712) Deuxième édition 1993.
- Pictures in the Mind, Stroud : Reaper Books, 2000.  (ISBN 0951327755)
- The Beano Room, Stroud : Reaper Books, 2005.  (ISBN 0951327771)
- Hobgoblin Wars. Dispatches from the Front, Stroud : Reaper Books, 2009.  (ISBN 095132778X)

### Poésie
- Down the plughole !, Stroud : Reaper Books, 1995.   (ISBN 0951327747)

## Publications en français
De nombreuses histoires de Leo Baxendale ont été publiées dans divers petits formats d'Aventures et Voyages entre 1969 et 1982 (puis dans Akim en 1994-1995). Elles servaient à combler les trou. Eagle Eye, Junior Spy a été publié dans Le Journal de Mickey entre 1974-1976 sous le titre Archibald Razmott, mini-barbouze de choc. Cette série déjantée a marqué de nombreux lecteurs, dont Zep, le célèbre Suisse créateur de Titeuf.

### Périodiques
- Larry Tournel (The Man from B.U.N.G.L.E.), dans Ooooh ! puis Whipii !, Aventures et Voyages, 1969-1973.
- Les Gamins des cavernes (The Cave Kid) dans L'Épatant, Aventures et Voyages, 1970.
- La Bande à zozo, (The Group), dans Safari, Aventures et Voyages, 1971-1974.
- Pimpin et son zoo (Percy's Pets), dans diverses publications d'Aventures et Voyages (principalement Akim), 1973-1977.
- Archibald Razmott, mini-barbouze de choc (Eagle Eye, Junior Spy), dans Le Journal de Mickey, Hachette, 1974-1976.
- La Bande à zozo, (The Group), dans diverses publications d'Aventures et Voyages, 1974-1982.
- La Peste / Petite peste (Pest of the West), dans diverses publications d'Aventures et Voyages, Aventures et Voyages, 1974-1975.
- Cafards et Cabochards (The Swots and The Blots), dans diverses publications d'Aventures et Voyages, 74-1976.
- Petsy la peste (Bad Penny), dans diverses publications d'Aventures et Voyages, 1975-1977.
- Cafards et Cabochards (The Swots and The Blots), dans Akim, Mon journal multimédias, 1994-1995.

### Albums
- Archibald Razmott, Éditions du Taupinembour, 6 volumes, 2009-2011.

### Documentation
- Guillaume Decaux, « Leo Baxendale, créateur d’Archibald Razmott », sur alcide.fr, 28 octobre 2008.
- Patrick Gaumer, « Baxendale, Leo », dans Dictionnaire mondial de la BD, Paris : Larousse, 2010, p. 63.
- Zep, « Archibald Razmott », dans Portraits de famille, Paris : Christian Desbois, 2006.